# Jacques Stroumsa
Jacques Stroumsa (grec: Ιάκωβος Στρούμσα)  (Tessalònica, 4 de gener de 1913 - Jerusalem, 15 de novembre de 2010) fou enginyer i músic.
Estudià enginyeria a Marsella mentre estudiava violí al Lycée Musicale. Es va traslladar posteriorment a París on va continuar estudiant enginyeria i música. L'any 1935 va retornar a Grècia per fer el servei militar on també impartia classes de francès. Després va entrar a treballar en la producció industrial, treballant amb motors dièsel importats d'Alemanya. Això li va permetre aprendre una mica d'alemany, cosa que li va ser útil posteriorment. Quan tenia 30 anys va ser deportat al camp de concentració d'Auschwitz,- Birkenau II (Polònia) juntament amb milers de jueus de Salònica, Grècia. Era el 8 de maig de 1943. En el camp de concentració va perdre la seva esposa, embarassada de vuit mesos i els seus pares i sogres. Va ser un dels pocs supervivents de Salònica que va sobreviure a la guerra. Primer violinista de l'orquestra del camp de concentració. De jove havia estudiat i tocat el violí a l'orquestra de Macabi i a la divisió militar de l'exercit grec durant el Servei Militar. El violí el va ajudar a suportar moralment l'estada al camp de concentració. Era conegut com el violinista d'Auschwitz. Tocava marxes militars a l'entrada i sortida del camp i altra música per entretenir els soldats alemanys. Parlava ladí, francès, anglès entre d'altres llengües. La seva germana Julie també tocava el violí i va ser membre de l'orquestra de dones de Birkenau.

## Llibres
Stroumsa va escriure dos llibres: Violinist in Auschwitz: From Salonica to Jerusalem, 1913-1967 i Tria la vida. El violinista d'Auschwitz
M. Àngels Anglada va escriure El violí d'Auschwitz sobre la història d'un violinista al camp de concentració.
Posteriorment a la mort d'Anglada s'ha publicat un quadern epistolari entre aquesta i Stroumsa. Aquest epistolari, de la revista Encesa Literària està integrat per catorze cartes traduïdes del francès al català per la filòloga Anna Maria Velaz, que ha coordinat el dossier i que custodiava l'epistolari. Deu de les cartes són de Stroumsa i quatre d'Anglada, totes escrites durant un breu període, entre el 18 de juny de 1998 i el 18 de febrer del 1999, poc temps abans de la mort de l'escriptora. Completen el conjunt dues cartes més, una de Mariona Geli, filla d'Anglada, a Stroumsa després de la mort d'Anglada, i l'altra, la resposta del músic.